# Č. P. - Črezvyčajnoe proisšestvie
Č. P. - Črezvyčajnoe proisšestvie (Ч. П. — Чрезвычайное происшествие) è un film del 1958 diretto da Viktor Illarionovič Ivčenko.